# Mòcheno
Mòcheno (ISO 639-3: mhn) jest jezik malene etničke skupine Mocheni kojim se govori u talijanskoj provinciji Trento. Srodan je cimbrijskom i pripada užoj bavarsko-austrijskoj podskupini gornjonjemačkih jezika. Ima tri dijalekta koja se govore na krajnjem sjeveru Italije u općinama Fierozzo/Vlarotz, Frassilongo/Garait i Palù del Fersina/Palai en Bersntol. Ima 1900 govornika (1992., Raoul Zamponi) od čega 400 u općini Fierozzo (u njihovu jeziku Vlarotz), 1000 u Palú i 460 u Garaitu.

## Oče naš
Ovdje je početak molitve Oče naš na móchenu, standardnome njemačkom i hrvatskome:
| mòcheno                                                                          | njemački                                                            | hrvatski                                                                    |
| -------------------------------------------------------------------------------- | ------------------------------------------------------------------- | --------------------------------------------------------------------------- |
| Vatar ingar en Himbl, gahailegt kimmp der dai Núm. der dai Raich schellt kemmen. | Vater unser im Himmel, geheiligt werde Dein Name. Dein Reich komme. | Oče naš, koji jesi na nebesima, sveti se ime Tvoje, dođi kraljevstvo Tvoje, |

## Vanjske poveznice
- Ethnologue (14th)
- Ethnologue (15th)